# Leptasteron platyconductor
Leptasteron platyconductor là một loài nhện trong họ Zodariidae.
Loài này thuộc chi Leptasteron. Leptasteron platyconductor được Barbara C. Baehr & Rudy Jocqué miêu tả năm 2001.